# John Degenkolb
John Degenkolb (Gera, Turíngia, 7 de gener de 1989) és un ciclista alemany professional des del 2008. Actualment corre al Team DSM. També ha completat la formació per a exercir de policia de la seva localitat.
Destaca per ser un corredor força complet, hàbil a l'hora d'esprintar i veloç en les contrarellotges. En el seu palmarès hi destaquen dos monuments ciclistes (la París Roubaix i la Milà-Sanremo el 2015), diverses clàssiques, com el Gran Premi de Frankfurt de 2011, la Vattenfall Cyclassics i la París-Tours de 2013 o la Gant-Wevelgem de 2014, i victòries d'etapes a les tres grans voltes: deu etapes i la classificació dels punts a la Vuelta a Espanya, una etapa al Giro d'Itàlia de 2013 i una altra al Tour de França del 2018. El 2012 es proclamà vencedor de l'UCI Europa Tour.
El gener de 2016, va ser atropellat per una conductora britànica mentre entrenava a prop de Calp i va patir lesions molt fortes que l'han llastat tota la resta de trajectòria. A desgrat de l'accident, aquell any, tot i no poder competir fins al maig, va aconseguir guanyar l'Arctic Race of Norway i la clàssica Sparkassen Münsterland Giro. Des de llavors, només ha aconseguit guanyar 6 altres proves, etapa al Tour de França inclosa el 2018.

## Vida personal
Degenkolb està casat i té dos fills amb la seva dona Laura, amb qui viu a Oberursel, una ciutat petita propera a Frankfurt.
L'octubre de 2018, es va convertir en el primer ambaixador oficial de "Les Amis de Paris–Roubaix", un grup de voluntaris que actua per preservar el recorregut i les particularitats de la París–Roubaix, que Degenkolb va guanyar el 2015. A principis del 2019, Degenkolb va llançar una campanya de recaptació de fons per salvar la disputa de la cursa París-Roubaix Juniors, l'edició de la París-Roubaix per a corredors menors de 19 anys. En menys de 24 hores es van recaptar 11.500 €, fet que va garantir-ne la supervivència. En agraïment a aquest gest, els organitzadors de la Paris–Roubaix van decidir homenatjar-lo l'any següent tot batejant el sector de pavé entre Hornaing i Wandignies-Hamage, el més llarg de la cursa. D'aquesta manera, va esdevenir el primer ciclista no francès a tenir un sector anomenat en honor seu.

## Palmarès
- 2006
  - Vencedor d'una etapa de la Cursa de la Pau júnior
  - Vencedor d'una etapa del Giro de la Lunigiana
- 2007
  -  Campió d'Alemanya contrarellotge júnior
  - Vencedor de 2 etapes del Tour de Valromey
  - Vencedor d'una etapa dels Tres dies d'Axel
  - Vencedor d'una etapa del Trofeu Karlsberg
  - Vencedor d'una etapa de la Napoleoncup
- 2008
  - Vencedor d'una etapa de la Volta a Turíngia
  -  Medalla de bronze al Campionat del món en ruta sub23
- 2010
  -  Campió d'Alemanya en ruta sub-23
  - 1r a la Volta a Turíngia i vencedor d'una etapa
  - Vencedor de 2 etapes del Tour de l'Avenir
  - Vencedor de 2 etapes del Tour de Bretanya
  - Vencedor de 2 etapes de la FBD Insurance Rás
  - Vencedor d'una etapa del Tour d'Alsàcia
  -  Medalla de plata al Campionat del món en ruta sub23
- 2011
  - 1r al Gran Premi de Frankfurt
  - Vencedor de 2 etapes del Critèrium del Dauphiné
  - Vencedor d'una etapa de la Volta a l'Algarve
  - Vencedor d'una etapa dels Tres dies de Flandes Occidental
  - Vencedor d'una etapa de la Volta a Baviera
- 2012
  - 1r a l'UCI Europa Tour
  - 1r al Tour de Picardia i vencedor de 2 etapes
  - 1r al Gran Premi d'Isbergues
  - Vencedor de 5 etapes a la Volta a Espanya
  - Vencedor de 2 etapes als Quatre dies de Dunkerque
  - Vencedor d'una etapa a la Volta a Polònia
- 2013
  - 1r a la Vattenfall Cyclassics
  - 1r a la París-Bourges
  - 1r a la París-Tours
  - Vencedor d'una etapa al Giro d'Itàlia
  - Vencedor de 2 etapes a l'Eurométropole Tour
- 2014
  - 1r a la Gant-Wevelgem
  - 1r a la París-Bourges
  - Vencedor de 4 etapes a la Volta a Espanya. 1r de la classificació per punts
  - Vencedor de 3 etapes al Tour del Mediterrani
  - Vencedor d'una etapa a la París-Niça i de la classificació per punts
- 2015
  - 1r a la París-Roubaix
  - 1r a la Milà-Sanremo
  - Vencedor d'una etapa al Tour de Dubai
  - Vencedor de 2 etapes de la Volta a Baviera
  - Vencedor d'una etapa al Volta a Espanya
- 2016
  - 1r al Sparkassen Münsterland Giro
  - Vencedor d'una etapa a l'Arctic Race of Norway
- 2017
  - Vencedor d'una etapa al Tour de Dubai
- 2018
  - 1r al Trofeu Porreres-Felanitx-Ses Salines-Campos
  - 1r al Trofeu Palma
  - Vencedor d'una etapa al Tour de França
- 2019
  - Vencedor d'una etapa al Tour La Provence
- 2020
  - Vencedor d'una etapa a la Volta a Luxemburg

### Resultats a la Volta a Espanya
- 2011. 144è de la classificació general
- 2012. 131è de la classificació general. Vencedor de 5 etapes
- 2014. 116è de la classificació general. Vencedor de 4 etapes. 1r de la classificació per punts
- 2015. 90è de la classificació general. Vencedor d'una etapa
- 2017. No surt (5a etapa)
- 2019. 124è de la classificació general
- 2022. 124è de la classificació general

### Resultats al Giro d'Itàlia
- 2013. No surt (10a etapa). Vencedor d'una etapa

### Resultats al Tour de França
- 2013. 121è de la classificació general
- 2014. 123è de la classificació general
- 2015. 109è de la classificació general
- 2016. 148è de la classificació general
- 2017. 121è de la classificació general
- 2018. 111è de la classificació general. Vencedor d'una etapa
- 2020. Fora de control (1a etapa)
- 2022. 105è de la classificació general
- 2023. 145è de la classificació general